# صلاة الستار
صلاة السِتار هي إحدى صلوات الكنيسة القبطية الأرثوذكسية. صلاة ساعة المساء التي تدعى ساعة حجاب الظلمة أو سِتار الظلمة (ستار بكسر السين) وميعادها أول دخول عتمة الليل وهي خاصة بالآباء الرهبان.